# Kolaboracija
Kolaborácija (tudi kolaboracionízem) izhaja iz besede "collaboration", kar pomeni sodelovanje. V slovenskem jeziku označuje kakršnokoli sodelovanje z nasprotnikom, večinoma vojaškim (okupatorjem, zavojevalcem). Sam izraz se je začel uporabljati med drugo svetovno vojno za sodelovanje z okupatorjem, belo gardo in domobranstvo ter je pridobil slabšalni prizvok izdaje naroda, v času med in po drugi svetovni vojni pa je bil večinoma uporabljen kot opredelitev slovenskega fašizma. Kolaboracija ni enoznačno določljiva, saj je lahko (v primeru kolaboracije na okupiranem ozemlju) a) izsiljena, b) prostovoljna, uporabljena v dobrobit okupiranemu prebivalstu in c) prostovoljna, uporabljena v skladu s cilji okupatorja. V zadnjem od treh primerov je kolaboracija negativen pojem.

## Vrsta kolaboracije
Politična kolaboracija
Politični kolaborant sodeluje s sovražnikom zaradi enakih oz. podobnih političnih pogledov, ki se lahko razlikujejo od tedaj prevladujoče politične smeri, ali zaradi prisile. Najznačilnejši primer samostojne politične kolaboracije je sodelovanje norveškega politika Vidkun Quislinga med drugo svetovno vojno (09. aprila 1940 je ob nemški okupaciji Norveške je izvedel državni udar, ki je bil vnaprej podprt iz strani nemških nacističnih okupatorjev). Priimek Quisling je postal sinonim za nedovoljeno, zavrženo sodelovanje z vojaškim nasprotnikom (glej kvizling), v Sloveniji npr. ban Marko Natlačen, general Leon Rupnik in ljubljanski škof Gregorij Rožman.
Vojaška kolaboracija
Vojaška kolaboracija označuje sodelovanje z nasprotnikom na vojaškem področju. To zajema dogovore o vojaškem načrtovanju, delitev vojaškega plena, izmenjavo materialnih sredstev, zagotavljanje pomoči, prostovoljno vključitev oborožene sile ter organiziranje policijskih in/ali vojaških formacij. Pojem kolaboracija ni enoznačen, saj označuje sodelovanje med zavezniki, ki pa se lahko tekom vojnega dogajanja spremenijo v nasprotnike. Takih primerov je ogromno: npr.: skupni napad Poljske, Francije, ZDA, Japonske in nekaterih drugih držav na novonastalo Sovjetsko zvezo, nato s kupna vojna Poljske in  Francije proti Sovjetski zvezi (1919 - 1921) in kolaboracija z rusko Belo gardo, podpis tajnega sporazuma med Nemčijo in Poljsko o boju proti komunistični Sovjetski zvezi (1936), nato Munchenski sporazum let 1938 in nato Nemčije in Sovjetske zveze, ki sta 23. avgusta 1939 podpisali znameniti pakt, poimenovan po zunanjih ministrih (Ribbentrop-Molotov) in v katerem sta se velesili dogovarjali o delitvi ozemelj. Sodelovanje se je končalo 22. junija 1941 z napadom Nemčije na Sovjetsko zvezo. Kolaboracijo ZDA, VB, in SZ, kateri se je priključila tudi Titova partizanska vojska, pa ne imenujemo kolaboracija ampak zavezništvo.
Pod vojaško kolaboracijo lahko uvrstimo tudi sodelovanje Slovenskega domobranstva z Wehrmachtom v boju proti NOV in POJ, sporazum med NOB in nemško vojsko o nenapadanju iz leta 1944, pa tudi prisege vseh mobilizirancev v nemško vojsko in prisego Štajreskega domobranstva (Wehrmannschaft). V teh primeru je kolaboracija prisilnega/izsiljenega značaja, saj ni šlo za doseganje skupnih političnih ciljev. Po 45. členu Haaških konvencij (1907) je sicer izsiljena vojaška prisega prepovedana.  
O potrebnem in dovoljenem sodelovanju v času vojnega stanja med okupatorjem in okupiranim prebivalstvom so se sicer dogovarjali na haaških konvencijah. 
Upravna kolaboracija
Upravna kolaboracija zajema ljudi, ki so zasedali pomembne civilne položaje (npr. župani, civilni uradniki,...) in so po okupaciji ostali na svojem delovnem mestu in sodelovali z zasedbeno silo. To je kolaboracija, ki je gledano iz moralnega vidika pravzaprav potrebna, saj se življenje v okupiranem ozemlju nadaljuje in bi bilo brez sodelovanja že obstoječih administrativnih in upravnih organov za okupirano prebivalstvo bistveno slabše. Po 43. členu Haaške konvencije iz leta 1907 je okupator dolžan ohraniti obstoječi red in mir na okuprianem ozemlju, po 48. členu pa mora skrbeti za pobiranje davkov in ostalih prispevkov.  
Gospodarska kolaboracija
Gospodarska oz. ekonomska kolaboracija zajema ljudi oz. podjetja, ki zaradi ekonomskih razlogov (dobička) sodelujejo s sovražnikom.